# Castell d'Arnoia
El Castell d'Arnoia, també conegut com Castell dos Mouros o Castell de Moreira, es troba al poble i freguesia d'Arnoia, municipi de Celorico de Basto, districte de Braga, a Portugal.
S'alça damunt un massís de pedra, en posició dominant sobre la població de l'antiga Vila de Basto, que en altre temps fou la seu del municipi amb Ajuntament, creu de terme i presó.

## Història

### Antecedents
Tot i que alguns autors remunten la primitiva ocupació humana d'aquest indret a l'època de la invasió romana, aquest fet no es troba documentat.

### El castell medieval
L'època de la construcció en serà de final del segle X o primeria de l'XI, sembla que lligada a la defensa del veí Monestir de Sâo Bento de Arnoia, també fundat en aquest període. Hi apareix la data de 1034, a la làpida de la sepultura de l'alcaid del castell (i probable fundador del monestir, segons alguns autors), Múnio Muniz, al claustre d'aquell monestir.
Al segle XIII, les Inquirições del regne de 1258 refereixen algunes famílies de les freguesies d'Arnoia, Caçarilhe i Carvalho, obligades a l'alimentació dels gossos de guàrdia del castell i a la preparació de la calç necessària per conservar-lo.
Amb la mort del rei Alfons III (1210-1279), havent retut homenatge a dona Beatriu (reina vídua), l'alcaid d'aquest castell, Martim Vasques da Cunha, després de la seua marxa cap al Regne de Castella per desavinences amb Dionís I (1279-1325), tingué dificultats amb el nou sobirà, que es va negar a deslliurar-lo del seu compromís. Havent consultat diverses corts europees sobre com procedir en aquest mal pas, va fer eixir la guarnició i gent del castell, i se'n va tancar a dins. Havent llançat foc a una de les habitacions, "es va salvar" descendint amb un cistell suspés per una corda amarrada en un merlet. D'aquesta manera, es deslliurà de la funció sense ferir el compromís d'honor assumit. Si és cert o no, el fet és que, el 1282, Dionís I arrendar els dominis de Celorico de Basto a Martim Joanes, pel muntant de 210 morabitins, amb l'obligació que contractàs un cavaller per a les funcions d'alcaid del castell. Els dominis i el castell els arrendà el mateix sobirà el 1284 als habitants de Celorico de Basto.
Al segle xv, Joan I (1385-1433) va donar el senyoriu de Celorico de Basto i el castell a Gil Vasques da Cunha (1402), la qual cosa denota la importància i tradició d'aquesta família a la zona: Da Cunha (senyors de Basto) Coutinho (de Couto de Leomil), actualment representada per Francisco Carlos da Cunha Coutinho.(2)
Al segle següent, Manuel I (1495-1521) va concedir emfiteusi a Celorico de Basto (29 de març de 1520), i establí la seu del municipi a Arnoia, lloc del castell. Sota possessió de Hipólito Luis Lopes Picado, que després cedí el seu domini de la casa d'Arnoia a Francisco Carlos da Cunha Coutinho, sota domini de l'Església.(2)
En el context de la dinastia filipina, al segle xvii, n'eren alcaids la família dels Castro (Inês de Castro), també parents dels Cunha Coutinho.(2)

### Delseglexviiials nostres dies
A causa del gran aïllament de la vila, el rei Joan V (1706-1750) va determinar el canvi de la seu del municipi d'Arnoia a Freixieiro de Britelo, d'aleshores ençà denominat Vila Nova do Freixieiro, hui Celorico de Basto (21 d'abril de 1719). El canvi n'accelerà el procés de decadència d'Arnoia.(2)
A mitjan segle xx, el Castell d'Arnoia fou classificat com a Monument Nacional per Decret de 15 de març de 1946.(2)
El 2015 fou requalificat i inaugurat el 12 de juliol de 2015.

## Característiques
Té una planta poligonal irregular adaptada a la conformació del terreny.
Les muralles, de pedra de granit, estan recorregudes per un adarb. El donjon n'és de planta quadrangular. L'interior es divideix en tres pisos. El cim de la torre té cresteria.
Al centre de la plaça d'armes, hi ha la cisterna del castell. A fora, a la banda nord, hi ha l'antiga forca. Tant aquesta, com la creu de terme, es restauraren en la dècada de 1960.(2)